# بغاي
بغاي بلدية من بلديات ولاية خنشلة، تشتهر بالمحاصيل الزراعية خاصة القمح والخضرو الفواكه
أغلبية السكان من عرش الأرباع.

## أعلام
- الكاهنة ديهيا